# جيرالد ماكان
جيرالد ماكان (بالإنجليزية: Gerald McCann)‏ هو سياسي أمريكي، ولد في 20 مارس 1950 في جيرسي سيتي في الولايات المتحدة. حزبياً، نشط في الحزب الديمقراطي.